# Mohammad Modschtahed Schabestari

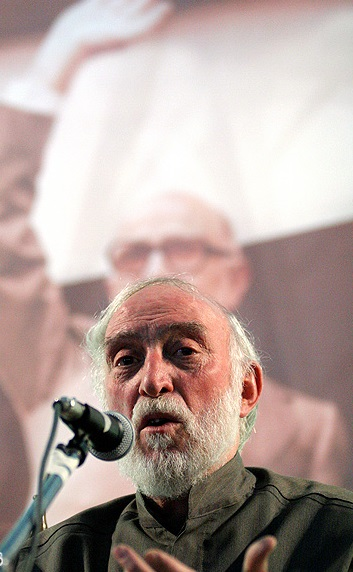
Mohammad Modschtahed Schabestari

Mohammad Modschtahed Schabestari (persisch محمد مجتهد شبستری; * 1936 in Täbris, Iran) ist ein iranischer Reformer und Philosoph, schiitischer Theologe, Autor und Professor an der Universität Teheran. 

## Leben und Wirken
Schabestari, der aus einer klerikalen Familie stammt, studierte in Qom bei Ruhollah Chomeini (1902–1989), dem späteren iranischen Revolutionsführer von 1979, und bei Allameh Tabatabai (1892/1903–1981), einem iranischen Philosophen und Kleriker. Er schloss seine Studien nach 17 Jahren im Idschtihād und mit dem Doktor der Philosophie ab.
Im Geiste der politischen Schia der 1960er- und 1970er-Jahre im Iran, war Schabestari den Denkern Dschalāl Āl-e Ahmad (1923–1969) und Ali Schariati (1933–1977) und Morteza Motahhari (1920–1979), dem politisch motivierten, schiitischen Geistlichen, sehr verbunden.
Von 1970 bis 1978 wirkte Schabestari als Direktor des Islamischen Zentrums Hamburg in der Imam-Ali-Moschee. Er trat die Nachfolge von Mohammad Beheschti (1928–1981), des iranischen Politikers, späteren Revolutionärs, obersten Vorsitzenden des Revolutionsrats und obersten Richters, an. Ihm folgte als Direktor des Hamburger Zentrums Mohammad Chātami (* 1943), der spätere Präsident Irans, nach.
Während seiner Zeit in Deutschland förderte der Iraner den islamisch-christlichen Dialog und erweiterte den Einflussbereich der Moschee durch die Öffnung für alle Muslime. Schabestari lernte die deutsche Sprache, womit er sein Interesse an christlicher – vor allem protestantischer – Theologie, wie schon in Qom, verfolgen konnte.  Er befasste sich mit den Werken von Paul Tillich, Karl Barth und Karl Rahner, zu seinem philosophischen Einfluss zählen Geistesgrößen wie Immanuel Kant, Wilhelm Dilthey und Hans-Georg Gadamer.
Nach seiner Rückkehr in den Iran wurde Schabestari in die erste Periode des iranischen Parlaments (Madschles) nach der Revolution von 1979 gewählt; er distanzierte sich aber von den politischen Nachwirkungen. Von 1985 bis 2006 arbeitete er als Professor für Islamische Philosophie, vergleichende Religionswissenschaften und Theologie an der Universität von Teheran. Außerdem organisierte er internationale Konferenzen, die häufig den muslimisch-christlichen Dialog zum Inhalt hatten. Schabestari ist einer der Mitherausgeber der Great Encyclopedia of Islam, die in Teheran erscheint.

### Ansichten
Schabestari vertrat die Ansicht, dass politische und religiöse Institutionen voneinander getrennt sein sollen. Zwar räumte er ein, dass es eine fundierte Zusammenarbeit zwischen den Institutionen geben kann, jedoch hätten beide Institutionen voneinander unabhängige und unterschiedliche Aufgaben. Vielfach sagte Schabestari, der Islam sei eine Religion und kein politisches Programm. Man könne von der Religion zwar ethische Prinzipien erwarten, die man gleichwohl in der Politik berücksichtigen sollte, jedoch sei Politik alleinig ein Programm, um gesellschaftliche Ziele zu erreichen und das könne man von der Religion nicht erwarten. Er war auch der Ansicht, dass der Islam als Religion mit unterschiedlichen Interpretationen gedeutet werden kann, so könnten Muslime, die sich offen zur Demokratie bekennen, auch Interpretationen vorfinden, die mit einer Demokratie zu vereinbaren sind. Er sah die Religion als einen Weg, der zu einem Gott führt. Laut seiner Ansicht sei damit die Religion das Verständnis der Beziehung zwischen Mensch und Gott. Die Demokratie in vielen Ländern hat sich seiner Ansicht nach nicht weiterentwickelt, dies liege aber nicht an der Religion, sondern an politischen Behinderungen und vorhandener Regierungssysteme in einigen Ländern. So bezeichnete er die Lage vielfach als eine rückschrittliche kulturelle Realität. Laut Schabestari betrachte man die Scharia in Europa als ein festes Gebäude, jedoch sei diese abhängig von dem Fiqh. Eine Abkehr von Religion im Iran gibt es nach seiner Auffassung nicht, vielmehr erfolge ein Verständniswandel, welcher die Bedeutung und den Sinn von Religiosität verändere.

## Werke
- Hermeneutische Überlegungen zur islamischen Theologie und Rechtswissenschaft. In: Österreichisches Archiv für Recht & Religion 47/2 (2000), 227–237.
- Prophetische Lesart der Welt. In: Österreichisches Archiv für Recht & Religion 56/1 (2009), 27–60.
- Islam und Demokratie. Mohammad M. Shabestari im Disput mit Wolfgang Bergsdorf, Sutton-Verlag, Erfurt 2003. (= Christoph-Martin-Wieland-Vorlesungen 4)
- Naqdī bar qirāʼat-i rasmī az dīn [Eine Kritik der offiziellen Lesart der Religion], Tarḥ-i Nau, Teheran 2005.
- Hirminūtīk, kitāb wa sunnat [Hermeneutik, Buch und Sunna], Ṭarḥ-i Nau, Teheran 2005.
- Taʾammulātī dar qirāʾat-i insānī az dīn [Überlegungen zur menschlichen Lektüre der Religion], Ṭarḥ-i Nau, Teheran 2. Aufl. 2005.
- Īmān va Āzādī [Glaube und Freiheit], Ṭarḥ-i Nau, Teheran 1997.